# Leptoneta hangzhouensis
Leptoneta hangzhouensis är en spindelart som beskrevs av Chen, Shen och Gao 1984. Leptoneta hangzhouensis ingår i släktet Leptoneta och familjen Leptonetidae. Inga underarter finns listade i Catalogue of Life.